# Ilha do Rio Doce
Ilha do Rio Doce é um bairro do município brasileiro de Caratinga, no interior do estado de Minas Gerais. Localiza-se no distrito de Cordeiro de Minas, estando situado a 85 km da sede municipal e a 10 km de Ipatinga, na Região Metropolitana do Vale do Aço, à qual possui acesso facilitado pelo fato de ser cortado pela BR-458. Está localizado às margens do rio Doce, na divisa com o município de Santana do Paraíso e próximo ao Aeroporto Regional do Vale do Aço, sendo afetado por enchentes do rio em eventos de cheia.
Faz parte de uma região com considerável presença de loteamentos relativamente recentes, destacando-se os conjuntos Chácaras Clube do Cavalo e Porto Seguro. A comunidade católica local, de São Sebastião, pertence à Paróquia Nossa Senhora da Penha, sediada em Ipaba e subordinada à Diocese de Caratinga.